# Латин
Латин (на латински: Lătīnŭs) е персонаж от древногръцката и римска митологии.

## Гръцка митология
Според „Теогония“ на Хезиод, той е син на Одисей и Кирка и управлявал тирените (етруски, който живеел на север и на юг от Тибър), заедно със своите братя Аргий и Телегон. Според Омир и други автори Латин е един от синовете на Одисей и Калипсо.
Латин също и според много по-късни автори е син на Пандора и брат на Грек, въпреки че според Хезиод, Грек има трима братя, Елен, Магнитас и Македон.

## Римска митология
В римската митология Латин понякога е смятан за син на бог Фавн и нимфата Марика и баща на Лавиния от своята съпруга Амата.
В римската митология той е цар на латините. Приютява избягалия от Троя Еней и неговите другари и ги оставя да живеят в Лациум като им дава и земя. Неговата дъщеря Лавиния е обещана на Турн, царя на рутулите, но Латин предпочита да я даде за жена на Еней; Затова Турн обявява война на Еней (подтикван от Хера). В резултат Турн е убит, а неговите хора се предават.